# Yakkun Sakurazuka
Yasuo Saitō (斎藤 恭央 Saitō Yasuo?,  Prefectura de Kanagawa, Japón, 24 de septiembre de 1976 - Mine, Prefectura de Yamaguchi, Japón, 5 de octubre de 2013), que usaba el nombre artístico Yakkun Sakurazuka (桜塚 やっくん Sakurazuka Yakkun?), fue un comediante, cantante y actor de voz japonés.

## Biografía
Yasuo Saitō el 24 de septiembre de 1976, en la prefectura de Kanagawa, Japón. Asistió a la Nihon University e hizo su debut como cantante en 2006. Posteriormente, lanzó seis sencillos, entre ellos «Geki Maji Mukatsuku», «1000% So Zakune» y «ChristMaster».
Antes de cambiar oficialmente de nombre, Saitō formaba parte de un dúo cómico junto con Kōsuke Takeuchi, con quien hacía un sketch llamado Abare Nanchaku.
Era conocido también por su personaje cómico de Kyōko Sukeban, una colegiala rebelde que siempre cargaba con una espada shinai de bambú. Además, apareció en el programa de comedia Enta no Kami-sama. En 2010, fundó una banda en la que todos los miembros se travestían.

## Muerte
Saitō falleció el 5 de octubre de 2013 en un accidente automovilístico en la autopista Chūgoku en Mine, Yamaguchi, mientras se dirigía a un concierto en la prefectura de Kumamoto. Viajaba en una minifurgoneta con otros cuatro pasajeros; Saitō y Kōtarō Sunamori, de 55 años, perecieron al salir despedidos del vehículo y ser golpeados por el tráfico. Los otros dos pasajeros sufrieron heridas leves. Tenía 37 años de edad.